# Eudrapa
Eudrapa is een geslacht van vlinders van de familie spinneruilen (Erebidae).

## Soorten
- E. basipunctum Walker, 1858
- E. fontainei Berio, 1956
- E. grisea Pinhey, 1968
- E. lepraota Hampson, 1926
- E. maculata Berio, 1956
- E. metathermeola Hampson, 1926
- E. mollis Walker, 1858
- E. olivaria Hampson, 1926
- E. sogai Viette, 1965